# Massinium magnum
Massinium magnum is een zeekomkommer uit de familie Phyllophoridae.
De wetenschappelijke naam van de soort werd in 1882 gepubliceerd door Hubert Ludwig.